# Prosopocera allaeri
Prosopocera allaeri es una especie de escarabajo longicornio del género Prosopocera, categorizada en la tribu Prosopocerini, de la subfamilia Lamiinae. Fue descrita por Breuning en 1976.

## Descripción
Mide 13 mm de longitud.

## Distribución
Se distribuye por República Democrática del Congo.